# Бариева, Айгуль Шамилевна
Айгуль Шамилевна Бариева (тат. Айгөл Шамил кызы Бариева; род. 22 августа 1974, Казань, Татарская АССР, РСФСР, СССР) — российская эстрадная певица и исполнительница татарских народных песен.Народная артистка Республики Татарстан (2024).

## Биография
Родилась 22 августа 1974 года в Казани. Отец Айгуль: Бариев Шамиль Масгутович, актёр Татарского государственного академического театра им. Г. Камала и кино, «Заслуженный артист ТАССР» (1986 г.), режиссёр и педагог, лауреат национальной премии им. М. Джалиля (1988), а мать Гульфия Абдулловна — музыкальный работник и педагог.
Дипломант конкурса «Ягымлы яз» («Студенческая Весна») 1991 в составе хора «Хыял» лауреат и призёр (3-е место) Международного Фестиваля Духовной музыки им. Дж. Палестрины (Италия — Ватикан), где как призёр, в составе хора «Хыял», выступала на аудиенции у Папы Римского — Иоанна Павла II в 1997 году, победительница в номинации «Матур Нечкебил» (с тат. — «Самая обаятельная и привлекательная») первого конкурса женской красоты «Нечкэбил» (с тат. — «Осиная талия») в 2004 году, второго международного телевизионного фестиваля «Җиде йолдыз», «Семь звезд».
С детства увлекалась музыкой, принимала участие в конкурсах художественной самодеятельности, окончил музыкальную школу № 5 по классу фортепиано. С отличием окончила казанскую среднюю школу № 13.
Поступила в Казанский государственный институт искусств и культуры на художественно-педагогический факультет (хоровое отделение), который окончила с красным дипломом. Во время учёбы в институте стала брать уроки вокала у Рахили Мифтаховой. После окончания КГИИК работала солисткой фольклорного ансамбля «Сорнай», с которым в 1993—1995 годах гастролировала по городам Финляндии, Турции, Австрии, Германии, Швейцарии.
Исполняет песни на татарском и на русском языках.
В её репертуаре имеются лирические баллады «Ашкыну», «Чишмэ», фольклорные композиции «Чабата», «Туй жыры», «Голлэр сере», «Эннэги». В ноябре 2009 года выпустила альбом «Бу язмышлар бэхет китерсен».
Исполнительница главной роли Гузели в телесериале «Бичаракай» («Сиротинушка»).
17 декабря 2011 на ежегодном XII международном музыкальном фестивале татарской песни "Татар жыры"Бариева признана победительницей в номинации «Самая популярная песня 2011 г.»
Соавтором идеи создания театральной комедии в двух частях на татарском языке под условным названием «Мәхеббәт, кәҗә һәм башкалар…».
Основатель и руководитель женского клуба «Кызлар Пати».

## Семья
Муж — Юсипов Линар (ум. 2022)
- дочь Айлина (род. 1999)[источник не указан 1499 дней]
- сын Камиль (род. 2000)[источник не указан 1499 дней]

## Студийные альбомы
- Синең өчән («Для тебя…») © 1996
- Ышанмыйм («Не верю») © 2004
- Мине танырсыңмы… («Узнаешь ли ты меня») © 2005
- Гөлләр сере… (« Тайна лунного цветка») © 2007
- Бер Гомер житми икән («И целой жизни мало…») © 2008
- Бу язмышлар бәхет китерсен («Пусть эта жизнь принесёт счастье…») © 2009
- Мин көтәрмен (« Я буду ждать») © 2010
- Яшәу рәхәт («Жить хорошо») © 2013

Издавались на СD и DVD носителях дуэты с Расимом Низамовым, Виль Усмановым, Фаридом Мухаметшиным, Сашей Айвазовым, Рустемом Асаевым, Зульфатом Зиннуровым, Лилией Муллагалиевой, Альбиной Кармышевой и другими исполнителями.

## Саундтреки к кинофильмам
- Яна елда бергэ булыйк (2006);
- Бичаракай (2008).

## Награды и премии
- Лауреат международного фестиваля тюркских народов (Турция, Австрия, Германия, Швейцария, 1995 год)[источник не указан 438 дней]
- Лауреат Международного Фестиваля Духовной музыки им. Дж. Палестрины (Рим, Италия, 1997 год)[источник не указан 438 дней]
- Лауреат II Международного телевизионного фестиваля татарской песни «Жиде йолдыз» (2007 год)[источник не указан 438 дней]
- Победительница конкурса женской красоты «Нечкэбил» (2004 год) — в номинации «Матур Нечкебил» («Самая красивая и обаятельная»)[6]
- Лауреат и победительница в номинации «Самая популярная песня 2011 г.» на XII международном музыкальном фестивале татарской песни «Татар жыры 2011 г.»[источник не указан 438 дней]
- Заслуженная артистка Республики Татарстан (26 марта 2011 года) — за большой вклад в развитие музыкального искусства в Республике Татарстан[7]
- Народная артистка Республики Татарстан (23 апреля 2024 года) — за многолетнюю плодотворную творческую деятельность и большой вклад в развитие музыкального искусства[8]
- Обладательница титула «Миссис Казань» на конкурсе «Миссис Татарстан-2024»[9]